# Паскини, Николас
Николас Паскини (исп. Nicolás Pasquini; род. 2 января 1991, Los Surgentes, Кордова) — аргентинский футболист, играющий на позиции полузащитника. Ныне выступает за аргентинский клуб «Тальерес».

## Биография
Николас Паскини начинал свою карьеру футболиста в аргентинском клубе «Атланта» из Буэнос-Айреса, которая по итогам сезона 2010/11 стала победителем Примеры B и вышла в Примеру B Насьональ, второй уровень в системе футбольных лиг Аргентины.
Летом 2012 года Паскини перешёл в клуб аргентинской Примеры «Ланус». 21 мая 2013 года он дебютировал в главной аргентинской лиге, выйдя в основном составе в гостевом поединке против «Тигре». 3 сентября того же года Паскини впервые забил в рамках Примеры, доведя счёт до разгромного в домашней игре «Лануса» с «Олимпо». В конце 2013 года Паскини в составе команды стал обладателем Южноамериканского кубка, появившись в финале лишь в добавленное время ответного поединка.
В 2016 году «Ланус» во второй раз в своей истории стал чемпионом Аргентины. Паскини в триумфальном для команды турнире появлялся на поле в 10 матчах, и лишь в трёх — в стартовом составе.

## Достижения
«Ланус»
- Обладатель Южноамериканского кубка (1): 2013
- Чемпион Аргентины (1): 2016